# 千畑一郎
千畑 一郎（ちばた いちろう、1926年8月6日 - 2015年10月2日）は、日本の経営者、農学博士。田辺製薬(現在の田辺三菱製薬)社長、会長を務めた。

## 経歴
大阪府出身。1948年に京都大学農学部農芸化学科を卒業し、同年に田辺製薬に入社。1981年7月に取締役に就任し、1983年7月に常務、1985年7月に専務を経て、1987年1月に副社長に就任し、1989年6月には社長に昇格。1997年6月に会長に就任。
2000年4月に勲二等瑞宝章を受章。
2015年10月2日に死去。89歳没。